# Onna ga kaidan o agaru toki
Onna ga kaidan o agaru toki (女が階段を上る時, Onna ga kaidan o agaru toki, lit. "quando uma mulher sobe as escadas") (Brasil: Quando a Mulher Sobe a Escada/Portugal: Quando Uma Mulher Sobe as Escadas) é um filme de drama japonês de 1960 dirigido por Mikio Naruse.

## Sinopse
Keiko (chamada de "Mama-san" por alguns personagens), é uma jovem viúva de quase 30 anos, garçonete de um bar em Ginza. Percebendo que está envelhecendo, ela decide, depois de conversar com o gerente do bar, Komatsu, que deseja abrir seu próprio bar, em vez de se casar novamente e desonrar seu falecido marido, cuja memória ela ainda é devota. Para conseguir isso, ela decide pedir empréstimos de alguns clientes abastados que frequentam o estabelecimento, mas tendo pouco sucesso.
Enquanto isso, Yuri, uma ex-funcionária, abriu seu próprio bar nos arredores, tirando grande parte da clientela de Keiko. Nisso, Keiko procura locais para seu bar, indecisa sobre onde abrirá, com uma confidente de Yuri, Junko. Enquanto Keiko almoça com Yuri, que ela acredita estar indo bem em seu empreendimento, Yuri revela que está endividada e não tem condições de pagar seus credores. Ela diz a Keiko que planeja fingir suicídio para manter seus credores afastados por um tempo. Keiko fica chocada ao saber no dia seguinte que Yuri morreu de verdade e que ela realmente planejou morrer ou calculou mal a quantidade de pílulas para dormir que deveria tomar. Ela fica chocada ao ver os credores de Yuri cobrando dinheiro de seus familiares enquanto ainda estavam de luto.
Depois que Keiko é diagnosticada com úlcera péptica, ela fica na casa de sua família para se recuperar. É revelado que ela deve dinheiro à eles para tirar seu irmão da prisão e, ao mesmo tempo, pagar uma operação que seu sobrinho, aleijado pela poliomielite, precisa para voltar a andar. Keiko diz a eles que não poderá dar-lhes dinheiro, pois deve manter seu estado de luxo com um apartamento e quimono caros, mas concorda relutantemente, percebendo que isso impedirá seus planos futuros de abrir um bar.
Depois que Keiko volta a trabalhar, um homem que ela entretém brevemente a pede em casamento. Quando ele se revela um vigarista, ela muda seu foco a Fujisaki, um empresário interessado nela. Embora prometendo dar-lhe dinheiro depois de dormir com ela, ele diz que foi transferido para trabalhar em Osaka e que não consegue abandonar sua família. Keiko recebe um sermão severo de Komatsu, que ama Keiko, mas que não expressa sentimento algum devido ao seu respeito por seu marido falecido e sua decisão de não dormir com outros homens. Ele pede que Keiko se case com ele e que juntos abram um novo bar. No entanto, ela recusa, dizendo que um casamento como este não poderia funcionar, já que "eles se conhecem muito bem" e, embora ela não tenha coragem de dizer isso, ela ainda ama Fujisaki, um homem casado. Ainda apaixonado por Keiko, Komatsu se demite depois que ela recusa seu pedido de casamento. Keiko volta novamente ao trabalho, subindo as escadas, fingindo estar feliz.

## Elenco
- Hideko Takamine como Keiko Yashiro
- Masayuki Mori como Nobuhiko Fujisaki
- Reiko Dan como Junko Inchihashi
- Tatsuya Nakadai como Kenichi Komatsu, empresário de Keiko
- Daisuke Katō como Matsukichi Sekine
- Nakamura Ganjiro II como Goda
- Eitarō Ozawa como Minobe
- Keiko Awaji como Yuri
- Kyū Sazanka como dono do bar
- Noriko Sengoku como cartomante
- Chieko Nakakita como Tomoko
- Natsuko Kahara como mãe de Keiko

## Legado
Onna ga kaidan o agaru toki foi exibido no Berkeley Art Museum e no Pacific Film Archive em 1981, no Museu de Arte Moderna de Nova York em 1985 e no Harvard Film Archive em 2005 como parte de suas respectivas retrospectivas sobre as obras de Mikio Naruse.

## Mídia doméstica
Em 2007, Onna ga kaidan o agaru toki foi lançado em DVD pela The Criterion Collection em discos direcionados a Região 1.